# Eyjafjarðarsýsla

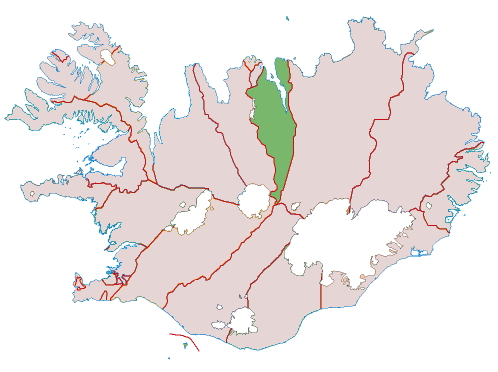
Carte de localisation d'Eyjafjarðarsýsla

Eyjafjarðarsýsla est un comté islandais, situé dans la région de Norðurland eystra. Ce comté a une superficie de 3 930 km2 et, en 2006, il avait une population de 20 903 habitants.

## Municipalités
Le comté est situé dans la circonscription Norðausturkjördæmi et comprend les municipalités suivantes :
- Akureyri
- Dalvíkurbyggð
  - (Svarfaðardalshreppur)
  - (Árskógshreppur)
- Eyjafjarðarsveit
  - (Hrafnagilshreppur)
  - (Saurbæjarhreppur)
  - (Öngulsstaðahreppur)
- Arnarneshreppur
- Hörgárbyggð
  - (Skriðuhreppur)
  - (Öxnadalshreppur)
  - (Glæsibæjarhreppur)